# Robert Seguso
Robert Arthur Seguso (Minneapolis, 1º maggio 1963) è un ex tennista statunitense.

## Carriera
Tennista specializzato nel doppio, in questa specialità ha raggiunto ben sei finali nei tornei del Grande Slam, tre agli US Open, due a Wimbledon e una al Roland Garros. Di queste perde solo gli US Open 1987 e 1989.

La prima finale la raggiunge agli US Open 1985 insieme al connazionale Ken Flach ed hanno la meglio sul team francese formato da Henri Leconte e Yannick Noah per 6(5)–7, 7–6(1), 7–6(6), 6–0.

Nel 1987 gioca la sua unica finale a Parigi, insieme a Anders Järryd supera un altro team francese, questa volta formato da Noah e Guy Forget. Nello stesso anno arriva la prima finale a Wimbledon dove, assieme a Ken Flach, superano gli spagnoli Sergio Casal e Emilio Sánchez Vicario in cinque set. Pochi mesi dopo agli US Open perde la prima finale dello Slam, per mano di Stefan Edberg e Anders Järryd.

A Wimbledon 1988 riescono a difendere il titolo dell'anno precedente sconfiggendo in finale John Fitzgerald e Anders Järryd, nella stessa stagione la coppia Flach-Seguso partecipa alle Olimpiadi di Seul. Raggiungono la finale dove superano la coppia spagnola e testa di serie numero due formata da Sergio Casal ed Emilio Sánchez in un match conclusosi solo al quinto set per 9-7, riuscendo così a conquistare la medaglia d'oro.

Nel 1989 arrivano in finale agli US Open ma vengono sconfitti da John McEnroe e Mark Woodforde.
Chiude la carriera con ventidue titoli vinti nel doppio e la testa della classifica raggiunta per la prima volta nel settembre 1985 e mantenuta in totale per cinquanta settimane.

Nel 1987 si è sposato con la tennista canadese Carling Bassett ed insieme hanno giocato qualche torneo di doppio misto senza però riuscire a vincere alcun titolo. La coppia ha avuto quattro figli,
tutti maschi.

## Finali nei tornei del Grande Slam

### Doppio

#### Vittorie (4)
| Anno | Torneo                | Compagno      | Avversari in finale           | Punteggio               |
| 1985 | US Open, New York     | Ken Flach     | Henri Leconte Yannick Noah    | 6–7, 7–6, 7–6, 6–0      |
| 1987 | Roland Garros, Parigi | Anders Järryd | Guy Forget Yannick Noah       | 6–7, 6–7, 6–3, 6–4, 6–2 |
| 1987 | Wimbledon, Londra     | Ken Flach     | Sergio Casal Emilio Sánchez   | 3–6, 6–7, 7–6, 6–1, 6–4 |
| 1988 | Wimbledon, Londra (2) | Ken Flach     | John Fitzgerald Anders Järryd | 6–4, 2–6, 6–4, 7–6      |

#### Finale perse (2)
| Anno | Torneo                | Compagno  | Avversari in finale         | Punteggio               |
| 1987 | US Open, New York     | Ken Flach | Stefan Edberg Anders Järryd | 6–7, 2–6, 6–4, 7–5, 6–7 |
| 1989 | US Open, New York (2) | Ken Flach | John McEnroe Mark Woodforde | 4–6, 6–4, 3–6, 3–6      |